# Sperling und das letzte Tabu
Sperling und das letzte Tabu ist ein deutscher Fernsehfilm von Peter Schulze-Rohr aus dem Jahr 2001. Es handelt sich um die elfte Episode der ZDF-Kriminalfilmreihe Sperling mit Dieter Pfaff in der Titelrolle. Kerstin Sprenger, verkörpert von Gesche Tebbenhoff, und Norbert Wachutka (Hans-Joachim Grubel) arbeiten ihm zu. Die Haupt-Gaststars dieser Folge sind Eva Kryll, Henriette Heinze, Laura-Charlotte Syniawa, Aleksandar Jovanovic, Mathias Herrmann und Maximilian Pfaff.

## Handlung
Kriminalhauptkommissar Hans Sperling aus Berlin ist zu Gast auf der Feier seines Freundes, des Enthüllungsjournalisten Christoph Kohnart. Zwischen den Gästen aus Politik und Wirtschaft fühlt er sich nicht sonderlich wohl, wozu auch beiträgt, dass die Kohnarts nur schwer verbergen können, wie zerstritten sie sind. Kohnarts jüngste Tochter Viktoria filmt die anwesenden Gäste und amüsiert sich, als sie Sperling auf einer Bank im Pavillon des Familiensitzes in Potsdam schlafend vorfindet. Als der Kommissar, es ist inzwischen schon dunkel geworden, hochschreckt, glaubt er seinen Augen nicht trauen zu können, als er ganz in seiner Nähe Kohnart zusammen mit dessen 18-jähriger Tochter Andrea Zärtlichkeiten austauschen zieht. Ist das ein Hinweis auf ein inzestuöses Verhältnis? Als Sperling etwas später seinen Freund zur Rede stellt, weist dieser die erhobenen Anschuldigen jedoch mit aller Entschiedenheit zurück.
Am nächsten Morgen wird Sperling von Viktoria Kohnart alarmiert, die ihren Vater in seinem Arbeitszimmer mit einer Kugel im Kopf aufgefunden hat. Der Kommissar findet Kohnart in einer Blutlache am Boden liegend. Die Pistole liegt unmittelbar neben seiner Hand. Sperling sorgt dafür, dass er sofort ins Krankenhaus gebracht wird. Er stellt sich natürlich die Frage, ob seine Auseinandersetzung mit dem Freund diesen zu einer Verzweiflungstat getrieben haben könnte. Kann es sein, dass er einem Irrtum erlegen ist? Für Sperling ist selbstverständlich, nun alles daranzusetzen, Licht in den Fall zu bringen. Andrea Kohnart bestreitet, dass zwischen ihr und ihrem Vater ein inzestuöses Verhältnis bestehe, sie würden halt nur zärtlich miteinander umgehen. Ob er Zärtlichkeit nur in Verbindung mit Sex kenne, will sie von Sperling wissen.
Kohnarts Sohn Stefan scheint nicht viel von seinem Vater zu halten, es gebe viele, die sauer auf ihn seien, erzählt er Sperlings Mitarbeiter Wachutka. Auf seine Mutter Sibylle hingegen lässt er nichts kommen, sie sei eine Klassefrau, die von seinem Vater mies behandelt werde. Mit Sibylle Kohnart gerät Sperling aneinander, als diese sich darüber beschwert, dass er unbescholtene Menschen einem solch ungeheuerlichen Verdacht aussetze. Man könne seinen unbeschwerten Umgang mit Viktoria auch ganz anders sehen, darüber solle er einmal nachdenken.
Andrea Kohnart war bereits in psychiatrischer Behandlung, sie litt an Bulimie und war suizidgefährdet. Ein Gespräch mit ihr zu führen, ist fast unmöglich. Bei Andrea gab es auch schon einmal einen Hinweis auf Missbrauch, der fallengelassen wurde, ebenso hatte man Stefan bei einem Ladendiebstahl erwischt. Das war in der Zeit, als seine Eltern sich getrennt haben. Von Viktoria erfährt Sperling, dass Drago, der Freund von Andrea, die Waffe, die der Journalist als gestohlen gemeldet hatte, seinerzeit an sich genommen hat. Drago erklärt jedoch, dass die Waffe, die Viktoria für die ihres Vaters hielt, nur eine Schreckschusspistole gewesen sei, eine Nachbildung, die einem Freund gehört habe. Drago bestätigt auch, dass Andrea ihm erzählt habe, dass sie als Kind missbraucht worden sei, ihm den Namen des Täters jedoch nicht habe nennen wollen.
Nach einem unerfreulichen Vorfall mit Drago erzählt Andrea Sperling, dass sie von ihrem Vater seit ihrem 12. Lebensjahr missbraucht werde, betont jedoch, dass sie alles, was sie mit ihm getan habe, gern getan habe. Nun habe sie jedoch wegen Drago mit ihm Schluss machen wollen, woraufhin er entgegnet habe, Drago wäre doch kein Hindernis, sie könne doch mit ihnen beiden. Sperling versucht, Andrea in die Enge zu treiben. Sicher ist er sich jedoch nicht, dass sie den Schuss auf ihren Vater abgegeben hat. Konfrontiert mit der Tatsache des Missbrauchs, will Sibylle Kohnart sich auch jetzt noch nicht eingestehen, dass Inzest ein Verbrechen am eigenen Kind ist; Tabus seien doch schon lange abgeschafft, meint sie zynisch. Sie kenne ihre Tochter Andrea, niemand könne sie zu etwas zwingen, was sie nicht freiwillig wolle. 
Als Sperling herausfindet, dass Kohnart auch anfing in Viktoria mehr als nur seine Tochter zu sehen, konfrontiert er zuerst deren Geschwister und später Viktorias Mutter damit. Andrea und Stefan geben zu, dass sie von ihrem Vater Geld hätten erpressen wollen, um damit ein neues Leben beginnen zu können. Er lehnte jedoch empört ab und versuchte wieder einmal, seine Kinder klein zu machen. Es kam zu dem verhängnisvollen Schuss. Wer geschossen hat, wollen sie jedoch nicht sagen, um keinen Preis, das hätten sie sich geschworen. Sibylle Kohnart hingegen geht nach Sperlings Gespräch mit ihr ins Krankenhaus und durchtrennt einen der Schläuche, an denen ihr Mann hängt. Seinen verzweifelten Todeskampf erstickt sie, indem sie ihm ein Kopfkissen aufs Gesicht drückt, bis er tot ist. Dann geht sie aufs Dach des Krankenhauses und springt in die Tiefe. Als Sperlings Mitarbeiterin Kerstin Sprenger ihren Chef davon informiert und wissen will, wer denn nun auf den Journalisten geschossen habe, erwidert er bitter, ob das denn jetzt noch wichtig sei.

## Produktion

### Dreharbeiten, Produktionsnotizen
Der Film wurde in Werder an der Havel, Berlin und Umgebung gedreht. Die Aufnahmeleitung hatten Frank Zahl, Lertlid Trzop und Agnes Komorek inne, die Produktionsleitung Hans-Dieter Tafelski und die Redaktion Klaus Bassiner und Axel Laustroer. Es handelt sich um eine Produktion der Polyphon Film- und Fernsehgesellschaft mbH im Auftrag des ZDF in Zusammenarbeit mit Arte.
Dieter Pfaffs Sohn Maximilian hat als Stefan Kohnart einen Gastauftritt in dieser Episode. Er steht zum ersten Mal mit seinem Vater vor der Kamera.

### Veröffentlichung
Sperling und das letzte Tabu wurde am 3. August 2001 zur Hauptsendezeit erstmals vom Sender Arte ausgestrahlt und am 8. Dezember 2001 vom ZDF.
Diese elfte Episode der Reihe erschien zusammen mit allen weiteren 17 Folgen am 10. April 2015 auf DVD, herausgegeben von der Edel Germany GmbH. Der Film lief zudem auf dem Internationalen Filmfest München, das vom 1. bis 10. Juli 2021 stattfand.

## Kritik
Die Kritiker der Fernsehzeitschrift TV Spielfilm gaben dem Film ihre bestmögliche Wertung, indem sie mit dem Daumen nach oben zeigten und ausführten, „die Suche nach der Antwort“ gestalte sich in diesem Film „dem Thema angemessen behutsam und ehrlich“. Fazit: „Eine abgründige, rührende Tragödie“.
Die Redaktion des Filmdienstes befand: „Fernseh-Serienkrimi um den behäbigen Polizisten, der seine Fälle mit Witz und Intelligenz löst. – Ab 14.“
Die Prisma-Redaktion gab dem Film drei von fünf möglichen Sternen und führte aus: „Kein nervöser Großstadtcop mit gestähltem Körper und den Finger stets locker am Abzug, sondern ein behäbiger, gemütlicher, witziger und intelligenter Ermittler – so mag und schätzt man den Berliner Hauptkommissar Sperling. Bei ihm zählt nicht Gewalt, sondern ähnlich wie bei seinem amerikanischen Seelenverwandten ‚Columbo‘ eher Köpfchen. So sind weniger die Fälle interessant, als die Art und Weise ihrer Lösung.“